# Ambulocetidae
Ambulocetidae là một họ cá voi tiền sử mà khi sinh tồn vẫn còn khả năng đi lại trên mặt đất. Chi Ambulocetus, mà tên gọi của họ này được đặt theo, là chi có hóa thạch được bảo tồn hoàn hảo nhất và biết rõ nhất từ các phát hiện của Thewissen và ctv. với mẫu vật hoàn hảo nhất thuộc về loài Ambulocetus natans. Các chi khác trong họ này, như Gandakasia, chỉ được biết đến từ một mảnh quai hàm duy nhất.
Các hóa thạch của họ Ambulocetidae được tìm thấy tại Ấn Độ và Pakistan, khu vực trước đây là vùng duyên hải của Cimmeria. Các nham tướng trầm tích mà trong đó các hóa thạch này được tìm thấy chỉ ra rằng Ambulocetidae sinh sống trong các vùng đầm lầy và nông ven biển.

## Hình ảnh

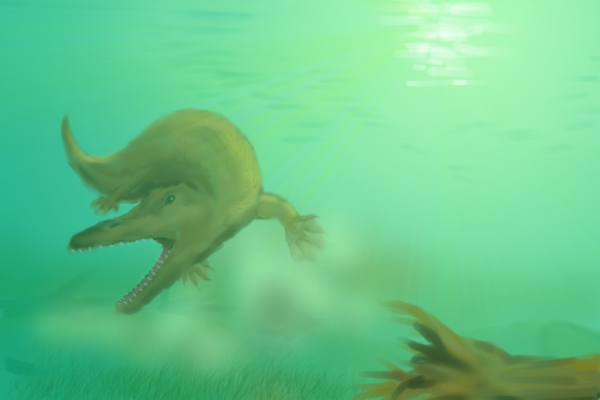
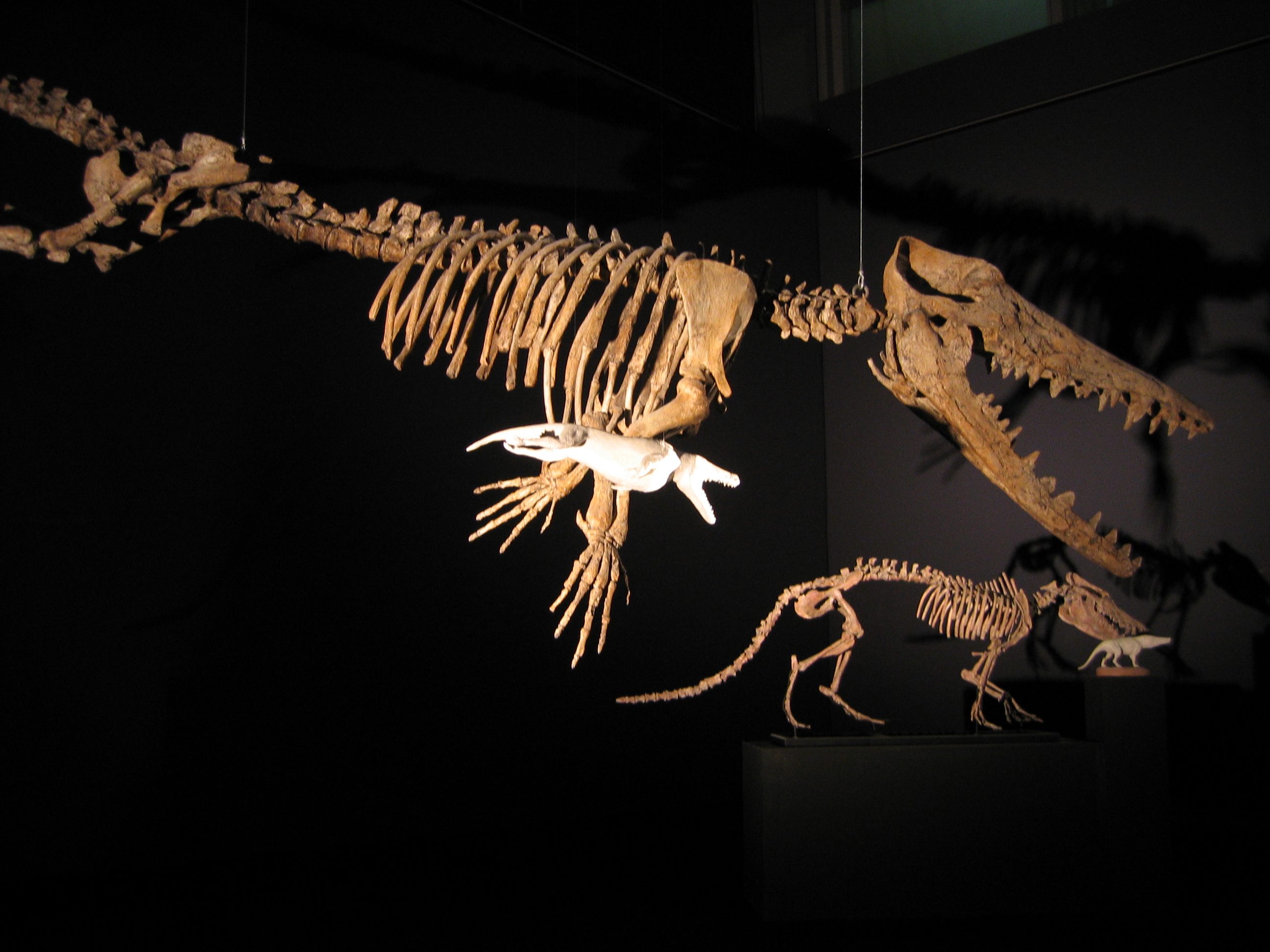
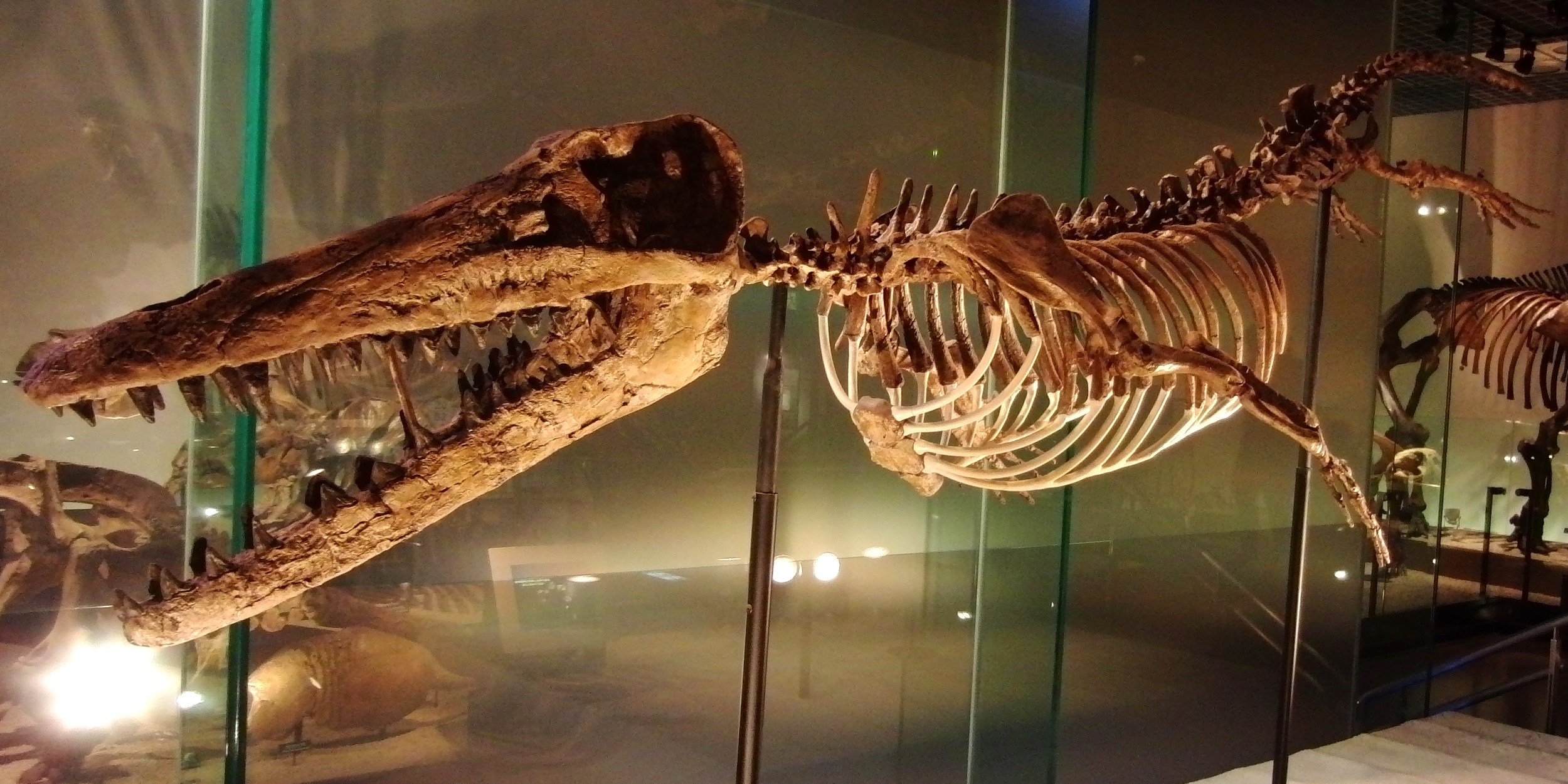
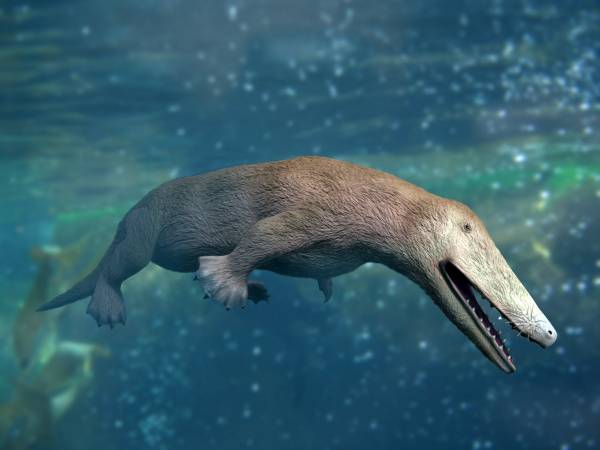